# Rohatsch zwischen Guteborn und Hohenbocka
Das Naturschutzgebiet Rohatsch zwischen Guteborn und Hohenbocka liegt auf dem Gebiet der Gemeinden Guteborn und Hohenbocka im Landkreis Oberspreewald-Lausitz in Brandenburg.
Das Gebiet mit der Kenn-Nummer 1573 wurde mit Verordnung vom 18. September 2003 unter Naturschutz gestellt. Das rund 340 ha große Naturschutzgebiet erstreckt sich östlich des Kernortes Guteborn und westlich des Kernortes Hohenbocka. Nördlich verläuft die Landesstraße L 581, östlich die L 58 und südlich und südwestlich die L 57.